# ビー・ユアセルフ・トゥナイト
『ビー・ユアセルフ・トゥナイト』(Be Yourself Tonight)は、1985年にリリースされたユーリズミックスの4枚目のスタジオ・アルバム。

## 解説
「シスターズ・アー・ドゥーイン・イット・フォー・ゼムセルヴズ」はアレサ・フランクリンとのデュエット。

## 収録曲
1. ウッド・アイ・ライ・トゥ・ユー? - Would I Lie to You?
2. ゼア・マスト・ビー・アン・エンジェル (プレイング・ウィズ・マイ・ハート) - There Must Be an Angel (Playing with My Heart)
3. アイ・ラヴ・ユー・ライク・ボール・アンド・チェイン - I Love You Like a Ball and Chain
4. シスターズ・アー・ドゥーイン・イット・フォー・ゼムセルヴズ - Sisters Are Doin' It for Themselves
5. コンディションド・ソウル - Conditioned Soul
6. エイドリアン - Adrian
7. イッツ・オールライト (ベイビーズ・カミング・バック) - It's Alright (Baby's Coming Back)
8. ヒア・カムズ・ザット・シンキング・フィーリング - Here Comes That Sinking Feeling
9. ベター・トゥ・ハヴ・ロスト・イン・ラヴ (ザン・ネヴァー・トゥ・ハヴ・ラヴド・アット・オール) - Better to Have Lost in Love (Than Never to Have Loved at All)